# Api Claudi Neró
Api Claudi Neró (llatí: Appius Claudius Nero) va ser un magistrat romà. Formava part de la gens Clàudia i era de la família dels Nerons.
Després d'exercir algunes magistratures menors va arribar a pretor el 195 aC. L'any següent, durant la revolta de 197 aC va ser propretor a la Hispània Ulterior com a província, però no se sap si va arribar a anar a la mateixa província o la va governar per legats. L'any 189 aC va ser un dels deu comissionats enviat a Àsia a arranjar els afers locals.